# 藤波孝生
藤波 孝生（ふじなみ たかお、1932年12月3日 - 2007年10月28日）は、日本の政治家。衆議院議員（11期）。

## 来歴・人物
三重県度会郡神社町（現在は伊勢市）出身。三重県立宇治山田高等学校卒業。早稲田大学商学部時代は雄弁会で活躍。当時の愛称は「神様」。
大学卒業後、家業の和菓子店に従事。伊勢青年会議所を組織し、副理事長に就任。それを選挙母体として1963年三重県議会議員に当選。1期務めた。
浜地文平から後継に指名され、1967年、自由民主党から第31回衆議院議員総選挙に三重県第2区から立候補し初当選し、以後当選11回（当選同期に山下元利・増岡博之・塩川正十郎・加藤六月・中尾栄一・武藤嘉文・坂本三十次・塩谷一夫・水野清など）。
若手の頃は同期当選の河野洋平、山口敏夫らと共に行動、河野主宰の超派閥による政策勉強グループ「政治工学研究所」（政工研）の主要メンバーとなる。1976年に河野らが新自由クラブを結成する時、ギリギリまで態度を保留し、結局参加を見送った。その後は中曽根康弘の第一の側近となる。
科学技術庁政務次官、文部政務次官、自民党文教部会長、労働大臣、内閣官房長官、自民党国会対策委員長などを歴任。一時は渡辺美智雄と並んで中曽根派のプリンスといわれた。また、河野・山口らが抜けた「政治工学研究所」を引き継ぎ、政策グループ「新生クラブ」に発展させて、そのリーダーとして活動した。
1989年5月22日、リクルート事件にからみ、公務員採用時期を民間企業の就職協定の時期に合わせる旨の請託をリクルートから受けた受託収賄罪で在宅起訴される。同日、自民党を離党。1990年の第39回総選挙では当選するも、1993年の第40回総選挙では地元への影響力も弱まり落選。第一審では無罪となり、自民党に復党。1996年の第41回総選挙では三重5区から立候補し、日本共産党候補に大差をつけ国政復帰を果たした。しかし第二審では懲役3年・執行猶予4年・追徴金4270万円の有罪となり、自民党を再度離党した。
1999年10月に上告が棄却され、懲役3年・執行猶予4年の有罪が確定した。公職政治家が収賄罪で有罪が確定すれば執行猶予でも執行猶予満了まで公民権停止となり公職失職となるが、1985年3月の事件当時はその制度がなく（そもそも、公職政治家の収賄罪有罪確定での公民権停止規定はリクルート事件がきっかけで新しく制定された）、憲法の遡及処罰禁止規定（39条前段）により、収賄罪で執行猶予の有罪が確定しても国会議員として在職することができた。2000年の第42回総選挙では、民主党の山村健に3千票差まで迫られたが議席を守った。
2003年、山本教和県議を後継者に指名し政界引退。田村元の推す中川正美県議、伊勢市長の水谷光男らの推す三ツ矢憲生が相次いで出馬表明し、三すくみの形勢となったが、最終的に三ツ矢が自民党の公認を受け山本・中川は出馬を断念、三ツ矢は第43回衆議院議員総選挙に当選した。
晩年は糖尿病を患い、2007年10月28日に肺炎による呼吸不全のため死去。74歳没。

## 年表
- 1955年 - 早稲田大学商学部卒業
- 1963年 - 三重県議会議員
- 1967年1月 - 衆議院議員選挙に初当選
- 1972年7月 - 科学技術庁政務次官（第1次田中角栄内閣）
- 1973年11月 - 文部政務次官（第2次田中角栄第1次改造内閣）
- 1979年11月 - 労働大臣（第2次大平内閣）
- 1982年11月 - 内閣官房副長官（第1次中曽根内閣）
- 1983年12月 - 内閣官房長官（第2次中曽根内閣）
- 1985年12月 - 自民党国会対策委員長
- 1989年5月 - 受託収賄罪で在宅起訴
- 1993年7月 - 衆議院議員選挙に落選
- 1996年10月 - 衆議院議員に返り咲き
- 1999年10月 - 有罪確定
- 2003年10月 - 政界引退
- 2007年10月28日 - 逝去

## エピソード
母親から「絶対言い訳するな」と言い聞かされ、中学1年の時に父の出征を見送りに行ったために遅刻するも、「遅刻したことに変わりはない」と考え言い訳せずに一日中立たされたという。このエピソードを引き合いに毎日新聞で「リクルート事件にかかわって以来、言い訳を乱発している。」と揶揄された。
生家は、利休饅頭で知られる藤屋窓月堂（三重県伊勢市）で、三重県議会議員になるまで早朝から饅頭づくりに勤しんでいたという。
俳人としても有名で、孝堂（こうどう）の俳号で多くの俳句を残し、伊勢俳壇神風館20世宗匠もつとめた。1989年5月に衆議院リクルート問題調査特別委員会で行われた中曽根康弘の証人喚問で質問に立った共産党の正森成二議員が引用した「控えめに 生くる幸せ 根深汁」の句がよく知られている。自身もこの句が人生訓であると語っており、2005年9月に伊勢市内の宇治神社境内に立てた句碑にもこの句が刻まれている。
リクルート事件に関しては、藤波は中曽根を庇ってひとり犠牲になったとの同情を寄せる声も多い。反面、受領したリクルート株の売却益で自宅を新築したとも言われ批判もある。
民主党の渡部恒三とは同じ早稲田大学出身であり、昵懇の仲であった（渡部は1969年の総選挙で初当選し、政界入りした）。
『時事放談』で藤波の訃報に接した野中広務は、衆議院本会議場で（保守系無所属に割り当てられた）最後列端の議席に目立たぬように一番遅く着席し、散会後誰よりも早く去っていく姿を見かけるたび、涙の出る思いだったと語った。
漫画家の藤波俊彦は甥。

## 著書
- 「教育の周辺」（1976年、雪書房）
- 「神路山 句集」（1980年、角川書店ISBN 9784048711074）
- 『人間の味 藤波労政の記録』日刊労働通信社、1980年11月1日。NDLJP:12007923。
- 「議事堂の朝」（1980年、角川書店）
- 「句集 五十鈴川」（1993年、角川書店）
- 「山河抄」（1999年、ふらんす堂 ISBN 9784894021945）
- 「藤の花」（2001年、東京美術）
- 「伊勢湾」（2004年、ふらんす堂 ISBN 9784894025950）